# Conducte hepàtic comú
El conducte hepàtic comú és el conducte format per la confluència del conducte hepàtic dret (que drena la bilis des del lòbul dret funcional del fetge) i el conducte hepàtic esquerre (que drena la bilis des del lòbul esquerre funcional del fetge). El conducte hepàtic comú s'uneix al conducte cístic, procedent de la vesícula biliar per formar el colèdoc o conducte biliar comú. Té una longitud d'uns 6 de 8 cm, i 6 mm de diàmetre en els adults.